# Zamora FC
Zamora FC is een Venezolaanse voetbalclub uit Barinas. De club werd in 1977 opgericht en speelt in de Primera División.

## Erelijst
- Primera División Venezolana

2013, 2014, 2016, 2018
- Copa de Venezuela

2019

## Bekende (ex-)spelers
- Juan Enrique García
- Tomás Rincón
- Gabriel Torres